# یواس‌اس سافو (ای‌کی‌ای-۳۸)
یواس‌اس سافو (ای‌کی‌ای-۳۸) (به انگلیسی: USS Sappho (AKA-38)) یک کشتی بود که طول آن ۴۲۶ فوت (۱۳۰ متر) بود. این کشتی در سال ۱۹۴۵ ساخته شد.